# Daiara Tukano
Daiara Hori Figueroa Sampaio (São Paulo, 1982),  conhecida como Daiara Tukano, ou Duhigô, da etnia Tukano é uma artista visual reconhecida por seu trabalho como muralista, professora e ativista pelos direitos indígenas brasileira.  Daiara Tukano é também comunicadora e foi coordenadora da Rádio Yandê, primeira web-rádio indígena do Brasil.

## Vida
Daiara Hori Figueroa Sampaio – Duhigô, do povo indígena Tukano – Yé’pá Mahsã, descende do clã Eremiri Hãusiro Parameri de São Gabriel da Cachoeira (AM), na região do Alto Rio Negro no Amazonas, fronteira entre Brasil, Colômbia e Venezuela.Daiara, de origem Nambikwara, quer dizer ‘minha amiga’; e Hori quer dizer ‘desenho, luz, cor e miração, na língua Tukano. Nasceu em São Paulo, em uma família de lideranças indígenas, em meio a um contexto político de movimentação social indígena antecedente à Constituinte. Mudou-se para Brasília com a família onde vive atualmente com seus irmãos.Filha de um líder Tukano e uma antropóloga colombiana, Daiara nasceu literalmente dentro do movimento indígena. A família de Daiara Tukano deslocou-se de sua aldeia, no Amazonas, para se juntar em São Paulo ao esforço dos líderes indígenas que lutavam para conquistar direitos que antecede a construção da Constituição Federal de 1988. Seu avô, seus tios e primos vivem na Aldeia Balaio, próxima ao município de São Gabriel da Cachoeira, no Amazonas e ela vive entre a aldeia e a cidade.
Dos 3 aos 11 anos de idade, morou na Colômbia, por conta da militância de seus pais. Pré-adolescente foi acompanhar a mãe em seu doutorado na França. Vivendo sob essa miscigenação linguística Daiara conta que são três, o número de linguas nativas sendo elas o -espanhol, francês e português, além disso Daiara também fala inglês.  Além de sua formação idiomática, a literatura teve grande influência em sua formação desde pequena. Odisseia, A Ilíada, Dom Quixote, Cem anos de solidão, A História sem fim, senhor dos Anéis e Júlio Verne, para citar alguns fizeram parte de sua infância. Na literatura indígena Ciça Fittipaldi (primeira ilustradora de livros de mitologia indígena no Brasil) e amiga de sua mãe. 
É uma artista, ativista, educadora e comunicadora. Graduada em Artes Visuais e Mestre em direitos humanos pela Universidade de Brasília – UnB; pesquisa o direito à memória e à verdade dos povos indígenas. Em Brasília, Daiara formou-se mestre em Direitos Humanos pela Universidade de Brasília (UnB) onde pesquisou o direito à memória e à verdade dos povos indígenas.
Seu papel como ativista indígena anda ao lado do seu trabalho como artista. Em 2019 ela participou de uma reunião de líderes como ela e o escritor Ailton Krenak no Museu Calouste Gulbenkian, em Lisboa, na mostra Mostra Ameríndia — Percursos do Cinema Indígena no Brasil que reuniu exibições cinematográficas e debates sobre as questões indígenas. Ela também participou, em 2018, do ColaborAmerica, evento que propõe novas formas de economia na América Latina. A artista participou do Conselho Nacional de Cultura, como representante da sociedade civil de povos indígenas. Foi coordenadora da primeira web rádio indígena do Brasil, a rádio Yandê, entre os anos 2015 a 2021.
Atualmente a artista é representada pela galeria de arte Millian.

## Obras
Em 2020, ela se tornou a artista indígena a ter o maior mural de arte urbana do mundo, sendo a primeira a pintar uma empena. A obra ocupa mais de 1.000 m² no histórico Edifício Levy, no Centro de Belo Horizonte, famoso por seu papel no surgimento do Clube da Esquina. Com a colorida imagem de uma mãe carregando o seu filho no colo. Esse trabalho fez parte do Festival Cura e se chama Selva Mãe do Rio Menino.
No mesmo ano, Daiara participou de uma exposição coletiva na Pinacoteca de São Paulo - a primeira em mais de 100 anos de existência que o museu paulistano recebe uma mostra exclusiva de arte indígena. A mostra Véxoa: Nós sabemos contou com a participação de 23 artistas e ficou em exibição até março de 2021.
Em seu trabalho artístico Daiara Tukano tem uma produção eclética e se destaca por sua pesquisa dos desenhos tradicionais do objetos dos Tukano; e também das mirações causadas pelas medicinas, cantos e cerimônias.

## Exibições
- 2020 - Festival 5ª edição do Circuito de Arte Urbana (Cura), realizado entre os dias 22 de setembro e 4 de outubro deste ano, em Belo Horizonte.
- 2020 -  Véxoa: Nós Sabemos, uma coletiva com trabalhos de 24 artistas indígenas, curada pela também artista Naine Terena, do povo Terena, na Pinacoteca de São Paulo.

## Reconhecimentos e Prêmios
- 2020 - Daiara Tukano pintou o maior mural de arte urbana feito por uma artista indígena no mundo. A obra de arte ocupa uma empena de mais de 1.000 m² no Edifício Levy, em Belo Horizonte. Na imagem vê-se uma mãe carregando o seu filho.[23][24][25]
- 2021 - 2023 - 2024 - Participou do Prêmio PIPA.[26]
- 2021 - Vencedora do Prêmio PIPA Online. [26]
- 2022 - Ganhadora do Prêmio Prince Claus, da organização holandesa Prince Claus Fund.[27]